# Nicolas Jean-Baptiste Gaston Guibourt
Nicolas-Jean-Baptiste-Gaston Guibourt est un pharmacien français né le 2 juillet 1790 à Paris où il est mort le 22 août 1867 dans le 5e arrondissement.

## Biographie
Nicolas-Jean-Baptiste-Gaston Guibourt est né et mort à Paris (1790-1867).
Reçu pharmacien en 1816, il fut nommé membre de l'Académie nationale de médecine en 1824 et professeur de l'École de Pharmacie en 1832.

## Œuvres principales
- Histoire abrégée des drogues simples (1820)
- Histoire naturelle des drogues simples (1836)
- Traité de pharmacie pratique et théorique (1840)
- Recherches expérimentales sur les oxydes de fer considérés comme contrepoisons arsenicaux (1839)